# Quảng Văn, Quảng Xương
Quảng Văn là một xã thuộc huyện Quảng Xương, tỉnh Thanh Hóa, Việt Nam.

## Địa giới hành chính
Xã Quảng Văn nằm ở phía tây của huyện Quảng Xương.
- Phía đông giáp xã Quảng Hợp, huyện Quảng Xương.
- Phía nam giáp xã Quảng Ngọc, huyện Quảng Xương và xã Tế Nông, huyện Nông Cống.
- Phía tây giáp xã Tế Tân, huyện Nông Cống và xã Quảng Long, huyện Quảng Xương.
- Phía bắc giáp các xã Quảng Long và Quảng Hòa, huyện Quảng Xương.

## Lịch sử hành chính
Từ xa xưa trên địa bàn xã này có tuyến kênh Nhà Lê nối từ  kinh đô Hoa Lư đến Đèo Ngang đi qua, là tuyến đường thủy đầu tiên trong lịch sử Việt Nam và được coi là tuyến đường Hồ Chí Minh trên sông vì những đóng góp cho các cuộc chiến tranh của người Việt (hiện là một đoạn của sông Yên theo tên gọi địa phương).
Vùng đất thuộc xã Quảng Văn ngày nay, vào đầu thế kỉ 19 thuộc tổng Văn Trinh, huyện Ngọc Sơn, phủ Tĩnh Gia, nội trấn Thanh Hóa, đến đời Đồng Khánh tổng Văn Trinh tách thành hai tổng là Văn Trinh và Ngọc Đới. Cuối thế kỉ 19 (sau đời vua Đồng Khánh), hai tổng này chuyển về huyện Quảng Xương cùng phủ Tĩnh Gia, tỉnh Thanh Hóa.
Sau năm 1945, thuộc hai xã Đề Thám và Thái Học. Năm 1948, hai xã này cùng với xã Cao Thắng sáp nhập thành xã Quảng Văn, tên gọi Quảng Văn xuất hiện từ đây.
Năm 1954, tách một phần lãnh thổ xã Quảng Văn để thành lập xã Quảng Long. Xã Quảng Văn lúc này có 5 làng:
- Làng Kim Quýt: đầu thế kỉ 19 là thôn Kim Quất thuộc xã Ngọc Đới, tổng Văn Trinh, đến đời Đồng Khánh thì xã Ngọc Đới thuộc tổng Ngọc Đới mới thành lập. Sau năm 1945, thuộc xã Đề Thám. Năm 1953, chia thành các xóm Văn Đông, Văn Trung và Văn Kim. Năm 1990, chuyển thành 3 thôn tương ứng, trong đó xóm Văn Bình của làng Quang Minh sáp nhập vào thôn Văn Trung.
- Làng Bái Môn: đầu thế kỉ 19 là thôn Bái Môn thuộc xã Văn Khuê, tổng Văn Trinh, đến đời Đồng Khánh thì xã Văn Khuê thuộc tổng Ngọc Đới. Sau năm 1945 thuộc xã Thái Học. Năm 1953, chia thành các xóm Văn Phong, Văn Giang và Văn Môn. Năm 1990, chuyển thành 3 thôn Văn Phong, Văn Giang và Bái Môn, năm 1992 sáp nhập thành một và năm 2007 lại chia thành 3 thôn.
- Làng Văn Nham: đầu thế kỉ 19 là xã Văn Nham, tổng Văn Trinh, đến đời Đồng Khánh thì xã Văn Nham thuộc tổng Ngọc Đới. Sau năm 1945 thuộc xã Thái Học. Năm 1953, chia thành các xóm Văn Sơn, Văn Đình, Văn Trung, Văn Thành, Văn yên và Văn Hưng. Năm 1990, chuyển thành 3 thôn Sơn Đình, Trung Thành và Yên Hưng.
- Làng Lâm Cầu: đời Đồng Khánh là thôn Lam Châu thuộc xã Ngọc Đới, tổng Ngọc Đới. Sau năm 1945 thuộc xã Đề Thám. Năm 1953, chia thành 2 thôn Văn Lâm và Đồng Nhồi. Năm 1990, gọi chung là thôn Văn Lâm.
- Làng Quang Minh: tên nôm là làng Thuyền. Sau năm 1945 thuộc xã Thái Học. Năm 1953, chia thành các xóm Văn Minh, Văn Hưnng, Văn Chính và Văn Bình. Năm 1990, 3 xóm Văn Minh, Văn Hưnng, Văn Chính sáp nhập thành thôn Văn Minh, xóm Văn Bình sáp nhập vào thôn Văn Trung.